# Zhao Xintong
Zhao Xintong  (chinês simplificado: 赵心童 - Xi’an, 3 de abril de 1997) é um jogador chinês de snooker. É jogador profissional de snooker desde 2016. Foi o primeiro jogador asiático a vencer o campeonato mundial de snooker, feito que alcançou em 2025.
Seu primeiro título em evento pontuável para o ranking mundial da categoria, e também seu primeiro título da Tríplice Coroa (em inglês:  Triple Crown), foi o Campeonato do Reino Unido de 2021 (em inglês:  UK Championship), onde derrotou o belga Luca Brecel por 10–5 na final.
Menos de dois meses depois, ele ganhou sua segunda prova do ranking mundial, na oportunidade, venceu o compatriota Yan Bingtao por 9–0 na final do Masters da Alemanha de 2022 (em inglês:  German Masters). Com o feito, Zhao tornou-se o terceiro jogador na história do snooker profissional, depois do inglês Steve Davis e do australiano Neil Robertson, a vencer uma final de uma prova do ranking em duas sessões sem perder um só frame.

## Carreira
Foi vice-campeão do Campeonato Mundial Amador de 2015 (em inglês:  World Amateur Championship), o que lhe garantiu uma vaga na turnê mundial profissional de snooker (em inglês:  Main Tour). Chegou às semifinais de um evento pontuável para o ranking mundial da categoria pela primeira vez no Campeonato da China de 2018 (em inglês:  China Championship), derrotando nomes como Mark Williams e Barry Hawkins antes de perder para Mark Selby, que eventualmente venceria o torneio.
No Campeonato do Reino Unido de 2021 (em inglês:  UK Championship), Zhao conquistou seu primeiro título da Tríplice Coroa (em inglês:  Triple Crown) e o primeiro título em provas do ranking mundial, ao derrotar o belga Luca Brecel por 10–5, na final. Com isso, subiu para o Top 16 do ranking, mais precisamente na 9ª posição, tornando-se o jogador chinês número 1 e o número 1 no ranking da temporada de 2021–22.
Em 2022, chegou à final do Masters Alemão de 2022 (em inglês:  German Masters), deixando pelo caminho profissionais experientes como o galês Mark Williams, e os ingleses Tom Ford, Judd Trump (defensor do título) e Ricky Walden. Na decisão enfrentou o compatriota Yan Bingtao, a quem derrotou de forma avassaladora por 9–0 e conquistou o segundo título em provas do ranking mundial de sua carreira. Além do título, ele também tornou-se o terceiro jogador na história a vencer uma final de um torneio do ranking em duas sessões sem perder um só frame: os outros que alcançaram o feito foram o inglês Steve Davis e o australiano Neil Robertson.
Em janeiro de 2023 foi suspenso por fixação de resultados, num conjunto de dez jogadores chineses. Segundo a decisão de um tribunal disciplinar independente, Zhao ficou excluído de competições profissionais até 1 de setembro de 2024.
Com o fim do período de exclusão, Zhao competiu no Q Tour secundário e regressa às competições como profissional na época 2025–26.{{refn|
Venceu o Campeonato Mundial de Snooker de 2025, defrontando Mark J. Williams na final.

## Títulos
| Ano  | Torneio              | Oponente na final | Placar | Ref.              |
| ---- | -------------------- | ----------------- | ------ | ----------------- |
| 2021 | Campeonato Britânico | Luca Brecel       | 10–5   | [ 1 ] [ 2 ] [ 3 ] |
| 2022 | Masters Alemão       | Yan Bingtao       | 9–0    | [ 1 ] [ 2 ] [ 3 ] |
| 2025 | Campeonato Mundial   | Mark J. Williams  | 18–12  | [ 15 ]            |